# Clemens Beier
Clemens Beier (* 1989 in Görlitz) ist ein deutscher Filmregisseur und Filmeditor.

## Leben
Clemens Beier absolvierte den Studiengang Medienkunst an der Bauhaus-Universität Weimar mit Auszeichnung und dem Abschlussfilm Schmidt – Eine Geschichte der deutschen Provinz.
Von 2014 bis 2019 absolvierte er ein Studium der Filmregie an der Filmuniversität Babelsberg Konrad Wolf. Der im Rahmen des Studiums entstandene und vielfach ausgezeichnete Film Für dich bei mir feierte seine Premiere auf dem 37. Filmfestival Max Ophüls Preis.
Beier arbeitete als Regisseur für das mit dem Grimme-Preis ausgezeichnete Satireformat Browser Ballett. Hierfür erhielt er 2023 den Hauptpreis (DAfFNE) für die beste Fernsehunterhaltung von der Deutschen Akademie für Fernsehen.
Clemens Beier ist Mitglied des Bundesverbands Regie (BVR) und der Deutschen Akademie für Fernsehen (DAfF).
Sein Bruder ist der Filmproduzent Stephan Helmut Beier.

## Filmografie
Regie
(Quelle: Crew united)
- 2014: Schmidt – Eine Geschichte der deutschen Provinz (Mittellanger Film)
- 2016: Für Dich bei mir (Mittellanger Film, MDR)
- 2016: Dit is Fußball (TV-Serie, Tele5)
- 2017: Somewhere Home (Kurzfilm)
- 2017: Deutschland3000 mit Eva Schulz (Web-Magazin, funk)
- 2019: Planet Pax (Kurzfilm, rbb)
- 2020–2023: Browser Ballett (TV-Serie, ARD, ZDFneo)
- 2022: Aurel Original mit Aurel Mertz (TV-Show, ZDFneo)
- 2022: Callspiracy (Doku-Show, bpb)
- 2023: Satire in Serie – Tag X – Die Deutschlandretter (TV-Serie, ZDFneo)
- 2023: Satire in Serie – Mein bester Freund wählt AfD (TV-Serie, ZDFneo)

## Auszeichnungen
- 2016: Max Ophüls Preis – Wettbewerb Mittelanger Film – Für dich bei mir[3]
- 2016: Studio Hamburg Nachwuchspreis (Nominierung) für Für dich bei mir[7]
- 2016: Filmfest Dresden – Publikumspreis für Für dich bei mir[8]
- 2016: Kurzsüchtig Filmfestival – Publikumspreis für Für dich bei mir[9]
- 2023: DAfFNE in der Kategorie “Beste Fernsehunterhaltung” für Browser Ballet – Satire in Serie[10]